# Zosterops ceylonensis
El anteojitos cingalés (Zosterops ceylonensis) es una especie de ave paseriforme de la familia Zosteropidae endémica de Sri Lanka, principalmente en las montañas.

## Descripción

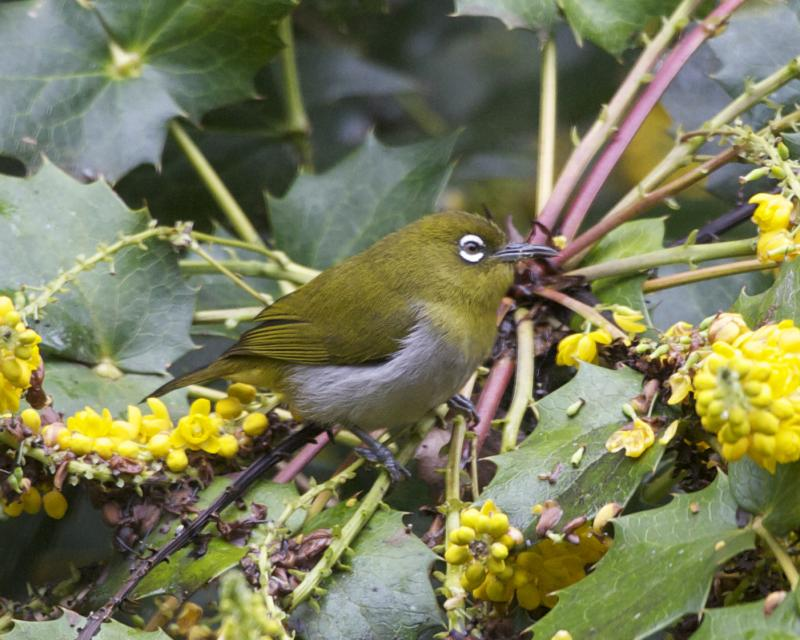
Vive en las montañas de la isla de Ceilán.

El anteojitos cingalés mide alrededor de 11 cm de largo. Sus partes superiores y los laterales del cuello son de color verde oliváceo oscuro. Su obispillo es de un verde más claro, mientras que su frente y píleo son más oscuros. Las alas y cola tienen los bordes pardos. Presenta el típico aro de los anteojitos alrededor del ojo compuesto por pequeñas plumas blancas. Su lorum es oscuro y atraviesa el anillo ocular en la parte frontal. Su barbilla, garganta y parte superior del pecho son de color amarillo verdoso. Su vientre es de color blanco grisáceo. Su pico y patas son negruzcos. El iris de sus ojos es de color castaño rojizo.
Se distingue del más extendido anteojitos oriental (Zosterops palpebrosus) y al que reemplaza a partir de los 1200 metros de altitud en la isla de Ceilán, porque el anteojitos cingalés es más grande, el verde de su espalda es de tonos más apagado y el amarillo de su pecho está más extendido.

## Comportamiento
Es un pájaro social, que forma grandes bandadas que solo se separan durante la época de cría. Es principalmente insectívoro, aunque también se alimenta de néctar y frutos de varios tipos. Construye nidos en los árboles donde pone tres huevos de color azul claro y sin moteado.